# Bielorussia ai Giochi della XXXII Olimpiade
La Bielorussia ha partecipato ai Giochi della XXXII Olimpiade, che si sono svolti a Tokyo, Giappone, dal 23 luglio all'8 agosto 2021 (inizialmente previsti dal 24 luglio al 9 agosto 2020 ma posticipati per la pandemia di COVID-19) con centosedici atleti, sessantuno uomini e cinquantacinque donne.
Si è trattata della settima partecipazione di questo paese ai Giochi estivi.

## Medaglie
| Riepilogo quotidiano | Riepilogo quotidiano | Riepilogo quotidiano | Riepilogo quotidiano | Riepilogo quotidiano | Riepilogo quotidiano | Riepilogo quotidiano |
| -------------------- | -------------------- | -------------------- | -------------------- | -------------------- | -------------------- | -------------------- |
| Giorno               | Data                 |                      |                      |                      | Totale               |                      |
| 8º                   | 31                   | 1                    | 0                    | 0                    | 1                    |                      |
| 9º                   | 1°                   | 0                    | 0                    | 1                    | 1                    |                      |
| 13º                  | 5                    | 0                    | 1                    | 0                    | 1                    |                      |
| 14º                  | 6                    | 0                    | 1                    | 1                    | 2                    |                      |
| 15º                  | 7                    | 0                    | 1                    | 1                    | 2                    |                      |
| Totale               | Totale               | 1                    | 3                    | 3                    | 7                    |                      |

### Medagliere per disciplina
| Sport            | Oro | Argento | Bronzo | Totale |
| ---------------- | --- | ------- | ------ | ------ |
| Ginnastica       | 1   | 0       | 1      | 2      |
| Lotta            | 0   | 2       | 1      | 3      |
| Canoa/kayak      | 0   | 1       | 0      | 1      |
| Atletica leggera | 0   | 0       | 1      | 1      |
| Totale           | 1   | 3       | 3      | 7      |

### Medaglie d'oro
| Medaglia | Nome             | Sport      | Evento              |
| -------- | ---------------- | ---------- | ------------------- |
| Oro      | Ivan Litvinovich | Ginnastica | Trampolino maschile |

### Medaglie d'argento
| Medaglia | Nome                                                               | Sport        | Evento                 |
| -------- | ------------------------------------------------------------------ | ------------ | ---------------------- |
| Argento  | Iryna Kuračkina                                                    | Lotta libera | 57 kg femminile        |
| Argento  | Mahamedchabib Kadzimahamedaŭ                                       | Lotta libera | 74 kg maschile         |
| Argento  | Marharyta Makhneva Nadzeya Papok Volha Khudzenka Maryna Litvinchuk | Canoa/kayak  | K4 500 metri femminile |

### Medaglie di bronzo
| Medaglia | Nome                 | Sport              | Evento                 |
| -------- | -------------------- | ------------------ | ---------------------- |
| Bronzo   | Maksim Nedasekaŭ     | Atletica leggera   | Salto in alto maschile |
| Bronzo   | Vanėsa Kaladzinskaja | Lotta libera       | 53 kg femminile        |
| Bronzo   | Alina Harnas'ko      | Ginnastica ritmica | Concorso individuale   |

## Delegazione
| Sport              | Uomini | Donne | Totale |
| ------------------ | ------ | ----- | ------ |
| Atletica leggera   | 12     | 18    | 30     |
| Canoa              | 6      | 10    | 16     |
| Canottaggio        | 2      | 3     | 5      |
| Ciclismo           | 2      | 2     | 4      |
| Equitazione        | 2      | 0     | 2      |
| Ginnastica         | 3      | 7     | 10     |
| Judo               | 2      | 1     | 3      |
| Lotta              | 5      | 3     | 8      |
| Nuoto              | 4      | 2     | 6      |
| Nuoto artistico    | -      | 2     | 2      |
| Pentathlon moderno | 1      | 2     | 3      |
| Pugilato           | 4      | 0     | 4      |
| Sollevamento pesi  | 1      | 1     | 2      |
| Tennis             | 1      | 3     | 4      |
| Tiro               | 1      | 2     | 3      |
| Tiro con l'arco    | 0      | 3     | 3      |
| Vela               | 1      | 1     | 2      |
| Totale             | 48     | 58    | 106    |

## Risultati

### Atletica leggera
| Q | Qualificato al turno successivo per la posizione in qualificazione                                                           |
| q | Qualificato per il turno successivo per ripescaggio o, negli eventi su campo, conquistando la misura minima per qualificarsi |

Maschile
Eventi su pista e strada
| Atleta                | Evento         | Batteria  | Batteria  | Semifinale      | Semifinale      | Finale          | Finale          |
| Atleta                | Evento         | Risultato | Posizione | Risultato       | Posizione       | Risultato       | Posizione       |
| --------------------- | -------------- | --------- | --------- | --------------- | --------------- | --------------- | --------------- |
| Vitali Parakhonka     | 110 m ostacoli | 11"47     | 4º        | Non qualificato | Non qualificato | Non qualificato | Non qualificato |
| Aliaksandr Liakhovich | Marcia 20 km   | N.D.      | N.D.      | N.D.            | N.D.            | 1h31'28"        | 45º             |
| Dzmitry Dziubin       | Marcia 50 km   | N.D.      | N.D.      | N.D.            | N.D.            | 4h00'25         | 22º             |

Eventi su campo
| Atleta            | Evento                 | Qualifica | Qualifica | Finale          | Finale          |
| Atleta            | Evento                 | Misura    | Posizione | Misura          | Posizione       |
| ----------------- | ---------------------- | --------- | --------- | --------------- | --------------- |
| Dzmitryj Nabokaŭ  | Salto in alto          | 2,25 m    | 14º       | Non qualificato | Non qualificato |
| Maksim Nedasekaŭ  | Salto in alto          | 2,28 m    | 12º q     | 2,37 m          |                 |
| Yauheni Bahutski  | Salto triplo           | 58,65 m   | 27º       | Non qualificato | Non qualificato |
| Hleb Dudarau      | Lancio del martello    | 71,60 m   | 27º       | Non qualificato | Non qualificato |
| Ivan Tikhon       | Lancio del martello    | 74,57 m   | 18º       | Non qualificato | Non qualificato |
| Yury Vasilchanka  | Lancio del martello    | 74,00 m   | 19°       | Non qualificato | Non qualificato |
| Aljaksej Katkavec | Lancio del giavellotto | 82,72 m   | 9º q      | 83,71 m         | 6º              |
| Pavel Mjaleška    | Lancio del giavellotto | 82,64 m   | 11º q     | 82,28 m         | 10º             |

Eventi multipli
| Atleta      | Evento    | 100 m | Lungo  | Peso    | Alto   | 400 m | 110 ost. | Disco   | Asta   | Giav.   | 1500 m  | Punteggio totale | Pos. |
| ----------- | --------- | ----- | ------ | ------- | ------ | ----- | -------- | ------- | ------ | ------- | ------- | ---------------- | ---- |
| Vitalij Žuk | Decathlon | 11"04 | 6,93 m | 16,23 m | 1,96 m | 49"22 | 14"95    | 47,01 m | 5,10 m | 59,49 m | 4'42"57 | 8131             | 13º  |

Femminile
Hanna Michajlava e Kryscina Muljarčyk che avrebbero dovuto partecipare alla Staffetta 4×400 m sono state squalificate per non aver effettuato il numero minimo di test antidoping prima dei Giochi.
Eventi su pista e strada
| Atleta                                                                    | Evento            | Batteria  | Batteria  | Semifinale      | Semifinale      | Finale          | Finale          |
| Atleta                                                                    | Evento            | Risultato | Posizione | Risultato       | Posizione       | Risultato       | Posizione       |
| ------------------------------------------------------------------------- | ----------------- | --------- | --------- | --------------- | --------------- | --------------- | --------------- |
| Kryscina Cimanoŭskaja                                                     | 100 m piani       | 11"47     | 4ª        | Non qualificata | Non qualificata | Non qualificata | Non qualificata |
| Kryscina Cimanoŭskaja                                                     | 200 m piani       | DNS       | DNS       | Non qualificata | Non qualificata | Non qualificata | Non qualificata |
| Ėl'vira Herman                                                            | 100 m ostacoli    | 12"95     | 4ª Q      | 12"71           | 5ª              | Non qualificata | Non qualificata |
| Volha Mazuronak                                                           | Maratona          | N.D.      | N.D.      | N.D.            | N.D.            | 2h29'06"        | 5ª              |
| Nina Savina                                                               | Maratona          | N.D.      | N.D.      | N.D.            | N.D.            | 2h38'41"        | 50ª             |
| Viktoryia Rashchupkina                                                    | Marcia 20 km      | N.D.      | N.D.      | N.D.            | N.D.            | 1h43'33"        | 49ª             |
| Anna Terlyukevich                                                         | Marcia 20 km      | N.D.      | N.D.      | N.D.            | N.D.            | 1h37'22"        | 31ª             |
| Anastasiya Rarovskaya                                                     | Marcia 20 km      | N.D.      | N.D.      | N.D.            | N.D.            | 1h35'09"        | 23ª             |
| Aliaksandra Khilmanovich Yuliya Bliznets Ėl'vira Herman Asteria Uzo Limai | Staffetta 4×400 m | N.D.      | N.D.      | 3'33"00         | 8º              | Non qualificate | Non qualificate |

Eventi su campo
| Atleta                      | Evento                 | Qualifica | Qualifica | Finale          | Finale          |
| Atleta                      | Evento                 | Misura    | Posizione | Misura          | Posizione       |
| --------------------------- | ---------------------- | --------- | --------- | --------------- | --------------- |
| Anastasija Mirončyk-Ivanova | Salto in lungo         | 6,55 m    | 14ª       | Non qualificata | Non qualificata |
| Vijaleta Skvarcova          | Salto triplo           | 14,05 m   | 18ª       | Non qualificata | Non qualificata |
| Karyna Dėmidik              | Salto in alto          | 1,90 m    | 19ª       | Non qualificata | Non qualificata |
| Iryna Žuk                   | Salto con l'asta       | 4,55 m    | 8ª q      | 4,50 m          | 8ª              |
| Alëna Dubickaja             | Getto del peso         | 18,89 m   | 5ª Q      | 18,73 m         | 9ª              |
| Hanna Malyshik              | Lancio del martello    | 70,80 m   | 13ª       | Non qualificata | Non qualificata |
| Nastassia Maslava           | Lancio del martello    | 65,15 m   | 28ª       | Non qualificata | Non qualificata |
| Taccjana Chaladovič         | Lancio del giavellotto | 60,78 m   | 13ª       | Non qualificata | Non qualificata |

### Canoa/kayak

#### Velocità
Uomini
| Atleta                                                              | Evento    | Batteria | Batteria  | Quarti   | Quarti    | Semifinale | Semifinale | Finale / FB | Finale / FB |
| Atleta                                                              | Evento    | Tempo    | Posizione | Tempo    | Posizione | Tempo      | Posizione  | Tempo       | Posizione   |
| ------------------------------------------------------------------- | --------- | -------- | --------- | -------- | --------- | ---------- | ---------- | ----------- | ----------- |
| Aleh Yurenia                                                        | K1 1000 m | 3'43"444 | 1º Q      | Bye      | Bye       | 3'27"323   | 6º qB      | 3'27"190    | 12º         |
| Mikita Borykau Aleh Yurenia                                         | K2 1000 m | 3'18"952 | 5ª Q      | 3'10"126 | 1ª Q      | 3'18"875   | 3ª Q       | 3'17"769    | 7ª          |
| Mikita Borykau Ilya Fedarenka Uladzislau Litvinau Dzmitry Natynchyk | K4 500 m  | 1'22"896 | 3ª Q      | 1'23"848 | 2ª Q      | 1'24"206   | 3ª Q       | 1'24"510    | 5ª          |

Donne
| Atleta                                                             | Evento   | Batteria | Batteria  | Quarti   | Quarti    | Semifinale | Semifinale | Finale / FB / FC | Finale / FB / FC |
| Atleta                                                             | Evento   | Tempo    | Posizione | Tempo    | Posizione | Tempo      | Posizione  | Tempo            | Posizione        |
| ------------------------------------------------------------------ | -------- | -------- | --------- | -------- | --------- | ---------- | ---------- | ---------------- | ---------------- |
| Alena Nazdrova                                                     | C1 200 m | 46"731   | 3ª Q      | 46"950   | 1ª Q      | 48"120     | 5ª qB      | 48"085           | 11ª              |
| Nadzeya Makarchanka Daryna Pikuleva                                | C2 500 m | 2'09"799 | 6ª Q      | 2'04"951 | 3ª Q      | 2'07"205   | 5ª qB      | 2'04"351         | 10ª              |
| Volha Khudzenka                                                    | K1 500 m | 1'50"732 | 3ª Q      | Bye      | Bye       | 1'52"755   | 3ª qB      | 1'55"933         | 14ª              |
| Maryna Litvinchuk                                                  | K1 500 m | 1'49"606 | 2ª Q      | Bye      | Bye       | 1'56"386   | 5ª qC      | 1'57"057         | 22ª              |
| Volha Khudzenka Maryna Litvinchuk                                  | K2 500 m | 1'43"377 | 2ª Q      | Bye      | Bye       | 1'37"198   | 3ª Q       | 1'37"647         | 6ª               |
| Volha Khudzenka Maryna Litvinchuk Marharyta Makhneva Nadzeya Papok | K4 500 m | 1'34"785 | 3ª Q      | 1'35"534 | 1ª Q      | 1'36"672   | 2ª Q       | 1'36"073         |                  |

### Canottaggio
| Atleta                          | Evento                               | Batteria | Batteria | Ripescaggio | Ripescaggio | Quarti  | Quarti | Semifinale | Semifinale | Finale / Finale B | Finale / Finale B |
| Atleta                          | Evento                               | Tempo    | Pos.     | Tempo       | Pos.        | Tempo   | Pos.   | Tempo      | Pos.       | Tempo             | Pos.              |
| ------------------------------- | ------------------------------------ | -------- | -------- | ----------- | ----------- | ------- | ------ | ---------- | ---------- | ----------------- | ----------------- |
| Tatsiana Klimovich              | Singolo femminile                    | 7'81"86  | 2ª Q     | Bye         | Bye         | 8'09"04 | 4ª Q   | 7'33"78    | 4ª qC      | 7'39"53           | 13ª               |
| Dzmitry Furman Siarhei Valadzko | Due senza maschile                   | 7'05"65  | 4ª R     | 6'52"82     | 3ª Q        | N.D.    | N.D.   | 6'30"66    | 5ª qB      | 6'25"88           | 8ª                |
| Alena Furman Ina Nikulina       | Due di coppia pesi leggeri femminile | 7'10"15  | 4ª R     | 7'26"99     | 2ª Q        | N.D.    | N.D.   | 6'54"78    | 6ª qB      | 6'57"84           | 11ª               |

### Ciclismo

#### Ciclismo su strada
| Atleta               | Evento                   | Tempo    | Posizione |
| -------------------- | ------------------------ | -------- | --------- |
| Aljaksandr Rabušėnka | Corsa in linea maschile  | 6h21'46" | 66º       |
| Alena Amjaljusik     | Corsa in linea femminile | 3h55'05" | 17ª       |
| Alena Amjaljusik     | Cronometro femminile     | 33'21"41 | 16ª       |

#### Ciclismo su pista
| Atleta            | Evento           | Scratch race | Scratch race | Corsa a tempo | Corsa a tempo | Corsa a eliminazione | Corsa a eliminazione | Corsa a punti | Corsa a punti | Punti totali | Classifica |
| Atleta            | Evento           | Posizione    | Punti        | Posizione     | Punti         | Posizione            | Punti                | Posizione     | Punti         | Punti totali | Classifica |
| ----------------- | ---------------- | ------------ | ------------ | ------------- | ------------- | -------------------- | -------------------- | ------------- | ------------- | ------------ | ---------- |
| Jaŭhen Karalëk    | Omnium maschile  | 18º          | 6            | 14º           | 14            | 18º                  | 6                    | 10º           | 50            | 76           | 12º        |
| Taccjana Šarakova | Omnium femminile | 11ª          | 20           | 15ª           | 12            | 19ª                  | 4                    | 14ª           | 0             | 36           | 16ª        |

### Equitazione

#### Concorso completo
| Atleta            | Cavallo         | Evento      | Dressage | Dressage | Cross-country | Cross-country | Cross-country | Salto ostacoli | Salto ostacoli | Salto ostacoli | Salto ostacoli  | Salto ostacoli  | Salto ostacoli  | Totale          | Totale          |
| Atleta            | Cavallo         | Evento      | Dressage | Dressage | Cross-country | Cross-country | Cross-country | Qualificazione | Qualificazione | Qualificazione | Finale          | Finale          | Finale          | Totale          | Totale          |
| Atleta            | Cavallo         | Evento      | Penalità | Pos.     | Penalità      | Totale        | Pos.          | Penalità       | Totale         | Pos.           | Penalità        | Totale          | Pos.            | Penalità        | Pos.            |
| ----------------- | --------------- | ----------- | -------- | -------- | ------------- | ------------- | ------------- | -------------- | -------------- | -------------- | --------------- | --------------- | --------------- | --------------- | --------------- |
| Alexander Zelenko | Carlo Grande Jr | Individuale | 31,00    | 18º      | 61,60         | 92,60         | 46º           | WD             | WD             | WD             | Non qualificato | Non qualificato | Non qualificato | Non qualificato | Non qualificato |

### Ginnastica

#### Ginnastica artistica
| Atleta         | Evento                         | Qualificazione | Qualificazione | Qualificazione | Qualificazione | Qualificazione | Qualificazione | Finale          | Finale          | Finale          | Finale          | Finale          | Finale          |
| Atleta         | Evento                         | Attrezzo       | Attrezzo       | Attrezzo       | Attrezzo       | Totale         | Posizione      | Attrezzo        | Attrezzo        | Attrezzo        | Attrezzo        | Totale          | Posizione       |
| Atleta         | Evento                         | V              | CL             | P              | T              | Totale         | Posizione      | CL              | V               | P               | T               | Totale          | Posizione       |
| -------------- | ------------------------------ | -------------- | -------------- | -------------- | -------------- | -------------- | -------------- | --------------- | --------------- | --------------- | --------------- | --------------- | --------------- |
| Hanna Traukova | Concorso individuale femminile | 12,600         | 10,833         | 11,966         | 10,833         | 44,232         | 77ª            | Non qualificata | Non qualificata | Non qualificata | Non qualificata | Non qualificata | Non qualificata |

#### Ginnastica ritmica
| Atleta           | Evento               | Qualificazione | Qualificazione | Qualificazione | Qualificazione | Qualificazione | Qualificazione | Finale   | Finale   | Finale   | Finale   | Finale  | Finale     |
| Atleta           | Evento               | Attrezzo       | Attrezzo       | Attrezzo       | Attrezzo       | Totale         | Classifica     | Attrezzo | Attrezzo | Attrezzo | Attrezzo | Totale  | Classifica |
| Atleta           | Evento               | Cerchio        | Palla          | Clavi          | Nastro         | Totale         | Classifica     | Cerchio  | Palla    | Clavi    | Nastro   | Totale  | Classifica |
| ---------------- | -------------------- | -------------- | -------------- | -------------- | -------------- | -------------- | -------------- | -------- | -------- | -------- | -------- | ------- | ---------- |
| Alina Harnas'ko  | Concorso individuale | 26,400         | 27,200         | 23,900         | 21,750         | 99,250         | 4ª Q           | 26,500   | 27,500   | 27,400   | 21,100   | 102,700 |            |
| Anastasija Salos | Concorso individuale | 25,700         | 26,300         | 24,550         | 22,600         | 99,150         | 5ª Q           | 25,425   | 23,000   | 24,950   | 21,800   | 95,175  | 8ª         |

| Atleta                                                                                      | Evento             | Qualificazione | Qualificazione        | Qualificazione | Qualificazione | Finale   | Finale                | Finale | Finale |
| Atleta                                                                                      | Evento             | Attrezzo       | Attrezzo              | Totale         | Pos.           | Attrezzo | Attrezzo              | Totale | Pos.   |
| Atleta                                                                                      | Evento             | 5 palle        | 3 cerchi e 2 clavette | Totale         | Pos.           | 5 palle  | 3 cerchi e 2 clavette | Totale | Pos.   |
| ------------------------------------------------------------------------------------------- | ------------------ | -------------- | --------------------- | -------------- | -------------- | -------- | --------------------- | ------ | ------ |
| Hanna Hajdukevič Anastasija Malakanava Anastasija Rybakova Aryna Cytylina Karyna Yarmolenka | Concorso a squadre | 36,000         | 43,650                | 79,650         | 8ª Q           | 45,750   | 38.300                | 84,050 | 5ª     |

#### Trampolino elastico
| Atleta               | Evento              | Qualificazione | Qualificazione | Finale | Finale    |
| Atleta               | Evento              | Punti          | Posizione      | Punti  | Posizione |
| -------------------- | ------------------- | -------------- | -------------- | ------ | --------- |
| Ivan Litvinovich     | Trampolino maschile | 113.555        | 1º Q           | 61,715 |           |
| Uladzislau Hancharou | Trampolino maschile | 113,400        | 2º             | 60,565 | 4º        |

### Judo
| Atleta            | Evento          | 16-esimi             | Ottavi                    | Quarti               | Semifinali           | Ripescaggio          | Finale               | Pos.            |
| Atleta            | Evento          | Avversario Punteggio | Avversario Punteggio      | Avversario Punteggio | Avversario Punteggio | Avversario Punteggio | Avversario Punteggio | Pos.            |
| ----------------- | --------------- | -------------------- | ------------------------- | -------------------- | -------------------- | -------------------- | -------------------- | --------------- |
| Dzmitry Minkou    | 66 kg maschile  | El-Idrissi V 101–003 | Yondonperenlein P 003–101 | Non qualificato      | Non qualificato      | Non qualificato      | Non qualificato      | Non qualificato |
| Mikita Sviryd     | 100 kg maschile | Frey P 000–100       | Non qualificato           | Non qualificato      | Non qualificato      | Non qualificato      | Non qualificato      | Non qualificato |
| Maryna Slutskayas | 78 kg femminile | Wood V 100–000       | Han M-j P 000–100         | Non qualificata      | Non qualificata      | Non qualificata      | Non qualificata      | Non qualificata |

### Lotta

#### Libera
| Atleta                      | Evento          | Ottavi               | Quarti               | Semifinali           | Ripescaggio          | Finale / FB          | Pos.            |
| Atleta                      | Evento          | Avversario Risultato | Avversario Risultato | Avversario Risultato | Avversario Risultato | Avversario Risultato | Pos.            |
| --------------------------- | --------------- | -------------------- | -------------------- | -------------------- | -------------------- | -------------------- | --------------- |
| Thomas Gilman               | 57 kg maschile  | Uguev P 1–3          | Non qualificato      | Non qualificato      | Abdullaev V 4–1      | Atri V 3–1           |                 |
| Magomedkhabib Kadimagomedov | 74 kg maschile  | Garzón V 3–1         | Dake V 4–0           | Chamizo V 3–1        | Bye                  | Sidakov P 0-7        |                 |
| Ali Shabanau                | 86 kg maschile  | Taylor P 0–4         | Non qualificato      | Non qualificato      | Amine P 0–3          | Non qualificato      | Non qualificato |
| Aliaksandr Hushtyn          | 97 kg maschile  | Salas P 3–4          | Non qualificato      | Non qualificato      | Non qualificato      | Non qualificato      | Non qualificato |
| Dzianis Khramiankou         | 125 kg maschile | Mönkhtöriin P 1–3    | Non qualificato      | Non qualificato      | Non qualificato      | Non qualificato      | Non qualificato |
| Vanesa Kaladzinskaya        | 53 kg femminile | Ana V 4–0            | Phogat V 5–0         | Pang Qy P 2–2        | Bye                  | Winchester V 4–0     |                 |
| Iryna Kurachkina            | 57 kg femminile | Malik V 3–1          | Koblova V 3–1        | Nikolova P 4–0       | Bye                  | Kawai P 0–5          |                 |
| Vasilisa Marzaliuk          | 76 kg femminile | Rotter-Focken P 1–3  | Non qualificata      | Non qualificata      | Zhou Q P 1–3         | Non qualificata      | Non qualificata |

#### Greco-romana
| Atleta          | Evento         | Ottavi               | Quarti               | Semifinali           | Ripescaggio          | Finale               | Pos.            |
| Atleta          | Evento         | Avversario Risultato | Avversario Risultato | Avversario Risultato | Avversario Risultato | Avversario Risultato | Pos.            |
| --------------- | -------------- | -------------------- | -------------------- | -------------------- | -------------------- | -------------------- | --------------- |
| Kiryl Maskevich | 87 kg maschile | Metwally P 1–4       | Non qualificato      | Non qualificato      | Non qualificato      | Non qualificato      | Non qualificato |

### Nuoto
Uomini
| Atleta                                                        | Evento         | Batterie | Batterie  | Semifinali      | Semifinali      | Finale          | Finale          |
| Atleta                                                        | Evento         | Tempo    | Posizione | Tempo           | Posizione       | Tempo           | Posizione       |
| ------------------------------------------------------------- | -------------- | -------- | --------- | --------------- | --------------- | --------------- | --------------- |
| Mikita Tsmyh                                                  | 100 m dorso    | 54"88    | 3º        | Non qualificato | Non qualificato | Non qualificato | Non qualificato |
| Ilya Shymanovich                                              | 100 m rana     | 59"33    | =9º Q     | 59"08           | 7º Q            | 59"36           | 8º              |
| Yauhen Tsurkin                                                | 100 m farfalla | 52"90    | 42º       | Non qualificato | Non qualificato | Non qualificato | Non qualificato |
| Artsiom Machekin Ilya Shymanovich Mikita Tsmyh Yauhen Tsurkin | 4×100 m misti  | 3'34"82  | 12ª       | N.D.            | N.D.            | Non qualificati | Non qualificati |

Donne
| Atleta                                                                        | Evento             | Batterie | Batterie  | Semifinali      | Semifinali      | Finale          | Finale          |
| Atleta                                                                        | Evento             | Tempo    | Posizione | Tempo           | Posizione       | Tempo           | Posizione       |
| ----------------------------------------------------------------------------- | ------------------ | -------- | --------- | --------------- | --------------- | --------------- | --------------- |
| Anastasija Škurdaj                                                            | 100 m stile libero | 55"17    | 28ª       | Non qualificata | Non qualificata | Non qualificata | Non qualificata |
| Anastasija Škurdaj                                                            | 100 m dorso        | DNS      | DNS       | Non qualificata | Non qualificata | Non qualificata | Non qualificata |
| Alina Zmushka                                                                 | 100 m rana         | 1'07"58  | 21ª       | Non qualificata | Non qualificata | Non qualificata | Non qualificata |
| Alina Zmushka                                                                 | 200 m rana         | 2'27"59  | 26ª       | Non qualificata | Non qualificata | Non qualificata | Non qualificata |
| Anastasija Škurdaj                                                            | 100 m farfalla     | 56"99    | 7ª Q      | 57.19           | 8ª Q            | 57"05           | 8ª              |
| Nastassia Karakouskaya Anastasiya Kuliashova Anastasija Škurdaj Alina Zmushka | 4×100 m misti      | 4'00"49  | 12ª       | N.D.            | N.D.            | Non qualificate | Non qualificate |

Misto
| Atleta                                                                 | Evento        | Batterie | Batterie  | Finale          | Finale          |
| Atleta                                                                 | Evento        | Tempo    | Posizione | Tempo           | Posizione       |
| ---------------------------------------------------------------------- | ------------- | -------- | --------- | --------------- | --------------- |
| Anastasiya Kuliashova Anastasija Škurdaj Ilya Shymanovich Mikita Tsmyh | 4×100 m misti | 3'46"35  | 12ª       | Non qualificati | Non qualificati |

### Nuoto artistico
| Atleta                             | Evento | Programma tecnico | Programma tecnico | Programma libero (preliminari) | Programma libero (preliminari) | Programma libero (preliminari) | Programma libero (finale) | Programma libero (finale) | Programma libero (finale) |
| Atleta                             | Evento | Punti             | Classifica        | Punti                          | Punti totali                   | Classifica                     | Punti                     | Punti totali              | Classifica                |
| ---------------------------------- | ------ | ----------------- | ----------------- | ------------------------------ | ------------------------------ | ------------------------------ | ------------------------- | ------------------------- | ------------------------- |
| Vasilina Chandoška Dar'ja Kulagina | Duo    | 87,2101           | 10ª               | 88,0333                        | 175,2434                       | 10ª Q                          | 87,8000                   | 175,0101                  | 11ª                       |

### Pentathlon moderno
| Atleta                | Evento         | Scherma   | Scherma | Scherma | Nuoto   | Nuoto | Nuoto | Equitazione | Equitazione | Equitazione | Combinato (corsa e pistola) | Combinato (corsa e pistola) | Combinato (corsa e pistola) | Totale | Posizione finale |
| Atleta                | Evento         | Risultati | Pos.    | Punti   | Tempo   | Pos.  | Punti | Tempo       | Pos.        | Punti       | Tempo                       | Pos.                        | Punti                       | Totale | Posizione finale |
| --------------------- | -------------- | --------- | ------- | ------- | ------- | ----- | ----- | ----------- | ----------- | ----------- | --------------------------- | --------------------------- | --------------------------- | ------ | ---------------- |
| Ilya Palazkov         | Gara maschile  | 24+0      | 3º      | 244     | 2'01"15 | 14º   | 308   | 83"21       | 29º         | 262         | 11'35"78                    | 24º                         | 605                         | 1419   | 17º              |
| Anastasija Prakapenka | Gara femminile | 18+0      | 15ª     | 208     | 2'25"01 | 34ª   | 260   | 83"49       | 22ª         | 283         | 11'49"38                    | 4ª                          | 591                         | 1342   | 8ª               |
| Volha Silkina         | Gara femminile | 21+0      | 12ª     | 217     | 2'15"22 | 17ª   | 280   | 89"07       | 23ª         | 274         | 12'59"81                    | 23ª                         | 521                         | 1292   | 18ª              |

### Pugilato
| Atleta                | Evento                | 16-esimi             | Ottavi                   | Quarti               | Semifinali           | Finale               | Pos.            |                 |
| Atleta                | Evento                | Avversario Punteggio | Avversario Punteggio     | Avversario Punteggio | Avversario Punteggio | Avversario Punteggio | Pos.            |                 |
| --------------------- | --------------------- | -------------------- | ------------------------ | -------------------- | -------------------- | -------------------- | --------------- | --------------- |
| Dzmitry Asanau        | Pesi leggeri maschile | Al-Kasbeh V 5–0      | Oliveira P 2–3           | Non qualificato      | Non qualificato      | Non qualificato      | Non qualificato |                 |
| Aliaksandr Radzionau  | Pesi welter maschile  | Ekinci V 3–2         | McCormack P 0–5          | Non qualificato      | Non qualificato      | Non qualificato      | Non qualificato |                 |
| Vitali Bandarenka     | Pesi medi maschile    | Isley P 0–5          | Non qualificato          | Non qualificato      | Non qualificato      | Non qualificato      | Non qualificato |                 |
| Uladzislau Smiahlikau | Pesi massimi maschile | Bye                  | Plodzicki-Faoagali V 4–1 | Nyika P 0–5          | Non qualificato      | Non qualificato      | Non qualificato | Non qualificato |

### Sollevamento pesi
| Atleta              | Evento          | Strappo   | Strappo    | Slancio   | Slancio    | Totale | Classifica |
| Atleta              | Evento          | Risultato | Classifica | Risultato | Classifica | Totale | Classifica |
| ------------------- | --------------- | --------- | ---------- | --------- | ---------- | ------ | ---------- |
| Yauheni Tsikhantsou | 96 kg maschile  | 173       | 6º         | 201       | DNF        | 173    | DNF        |
| Darya Naumava       | 76 kg femminile | 103       | 6ª         | 131       | 5ª         | 234    | 5ª         |

### Tennis

#### Singolare
| Atleta          | Evento              | 32-esimi                  | 16-esimi                         | Ottavi                      | Quarti               | Semifinali           | Finale               | Pos.            |
| Atleta          | Evento              | Avversario Punteggio      | Avversario Punteggio             | Avversario Punteggio        | Avversario Punteggio | Avversario Punteggio | Avversario Punteggio | Pos.            |
| --------------- | ------------------- | ------------------------- | -------------------------------- | --------------------------- | -------------------- | -------------------- | -------------------- | --------------- |
| Egor Gerasimov  | Singolare maschile  | Simon V (4–6, 6–3, 6–4)   | Fognini P (4–6, 6–7(4–7))        | Non qualificato             | Non qualificato      | Non qualificato      | Non qualificato      | Non qualificato |
| Il'ja Ivaška    | Singolare maschile  | Monfils V (6–4, 4–6, 7–5) | Kukushkin V (6–7(4–7), 6–3, 6–3) | Nishikori P (6–7(7–9), 0–6) | Non qualificato      | Non qualificato      | Non qualificato      | Non qualificato |
| Aryna Sabalenka | Singolare femminile | Linette V (6–2, 6–1)      | Vekić P (4–6, 6–3, 6–7(3–7))     | Non qualificata             | Non qualificata      | Non qualificata      | Non qualificata      | Non qualificata |

#### Doppio
| Atleta                      | Evento          | 16-esimi                          | Ottavi               | Quarti               | Semifinali           | Finale / FB          | Pos.            |
| Atleta                      | Evento          | Avversario Punteggio              | Avversario Punteggio | Avversario Punteggio | Avversario Punteggio | Avversario Punteggio | Pos.            |
| --------------------------- | --------------- | --------------------------------- | -------------------- | -------------------- | -------------------- | -------------------- | --------------- |
| Egor Gerasimov Il'ja Ivaška | Doppio maschile | Daniell / Venus P (3–6, 6–7(6–8)) | Non qualificati      | Non qualificati      | Non qualificati      | Non qualificati      | Non qualificati |

### Tiro con l'arco
| Atleta                                               | Evento                | Classificazione | Classificazione | 32-esimi             | 16-esimi             | Ottavi               | Quarti               | Semifinali           | Finale / FB                    | Pos.            |
| Atleta                                               | Evento                | Punteggio       | Pos.            | Avversario Punteggio | Avversario Punteggio | Avversario Punteggio | Avversario Punteggio | Avversario Punteggio | Avversario Punteggio           | Pos.            |
| ---------------------------------------------------- | --------------------- | --------------- | --------------- | -------------------- | -------------------- | -------------------- | -------------------- | -------------------- | ------------------------------ | --------------- |
| Karyna Dzëminskaja                                   | Individuale femminile | 642             | 29ª             | Siddique V 6–2       | Valencia P 3–7       | Non qualificata      | Non qualificata      | Non qualificata      | Non qualificata                | Non qualificata |
| Karyna Kazloŭskaja                                   | Individuale femminile | 607             | 61ª             | Valencia P 0–6       | Non qualificata      | Non qualificata      | Non qualificata      | Non qualificata      | Non qualificata                | Non qualificata |
| Hanna Marusava                                       | Individuale femminile | 633             | 39ª             | Unruh V 6–4          | Yamauchi V 6–0       | Boari P 5–6          | Non qualificata      | Non qualificata      | Non qualificata                | Non qualificata |
| Karyna Dzëminskaja Karyna Kazloŭskaja Hanna Marusava | Squadra femminile     | 1882            | 12ª             | N.D.                 | N.D.                 | Cina V 5–3           | Giappone V 5–3       | Corea del Sud P 1–5  | Finale 3º posto Germania P 1–5 | 4ª              |

### Tiro a segno/volo
| Atleta                               | Evento                                 | Qualificazione 1 | Qualificazione 1 | Qualificazione 2 | Qualificazione 2 | Finale          | Finale          |
| Atleta                               | Evento                                 | Punteggio        | Classifica       | Punteggio        | Classifica       | Punteggio       | Classifica      |
| ------------------------------------ | -------------------------------------- | ---------------- | ---------------- | ---------------- | ---------------- | --------------- | --------------- |
| Yury Shcherbatsevich                 | Carabina 10 m aria compressa maschile  | 626,6            | 15º              | N.D.             | N.D.             | Non qualificato | Non qualificato |
| Yury Shcherbatsevich                 | Carabina 50 m 3 posizioni maschile     | 1176             | 8º Q             | N.D.             | N.D.             | 406,3           | 7º              |
| Maria Martynova                      | Carabina 10 m aria compressa femminile | 624,3            | 24ª              | N.D.             | N.D.             | Non qualificata | Non qualificata |
| Maria Martynova                      | Carabina 50 m 3 posizioni femminile    | 1166             | 17ª              | N.D.             | N.D.             | Non qualificata | Non qualificata |
| Viktoria Chaika                      | Pistola 10 m aria compressa femminile  | 576              | 11ª              | N.D.             | N.D.             | Non qualificata | Non qualificata |
| Viktoria Chaika                      | Pistola 25 metri femminile             | 571              | 36ª              | N.D.             | N.D.             | Non qualificata | Non qualificata |
| Yury Shcherbatsevich Maria Martynova | Carabina 10 m aria compressa a squadre | 622,6            | 23ª              | Non qualificata  | Non qualificata  | Non qualificata | Non qualificata |

### Vela
| Atleta               | Evento          | Regata | Regata | Regata | Regata | Regata | Regata | Regata | Regata | Regata | Regata | Regata | Regata | Regata | Punteggio Totale | Punteggio Netto | Classifica |
| Atleta               | Evento          | 1      | 2      | 3      | 4      | 5      | 6      | 7      | 8      | 9      | 10     | 11     | 12     | M      | Punteggio Totale | Punteggio Netto | Classifica |
| -------------------- | --------------- | ------ | ------ | ------ | ------ | ------ | ------ | ------ | ------ | ------ | ------ | ------ | ------ | ------ | ---------------- | --------------- | ---------- |
| Mikita Tsirkun       | RS:X maschile   | 17     | 10     | 23     | 17     | 26     | 19     | 21     | 12     | 18     | 23     | 20     | 20     | EL     | 226              | 200             | 18º        |
| Tatiana Drozdovskaya | Laser femminile | 25     | 22     | 20     | 25     | 20     | 8      | 17     | 19     | 23     | 19     | N.D.   | N.D.   | EL     | 198              | 173             | 21ª        |